# مصطفى خان
الحاج مصطفى خان (ولد عام 1235 هـ / 1819 م) الملقب بفايز بستك كان حاكم بستك وجهانكيرية في منطقة بر فارس نيابة عن الحكومة القاجارية، وتوفي في بستك سنة 1299هـ / 1882 م.

## النسب
مصطفى خان بن أحمد خان بن محمد رفيع خان بن هادي خان بن محمد خان الكبير بن عبد القادر البستكي بن حسن البستكي بن محمد الصغير بن محمد الكبیر بن ناصر الدین بن محمد بن جابر بن إسماعيل بن عبد الغني بن إسماعيل بن عبد الرحيم عفيف الدین بن الشیخ عبد السلام خنجي بن عباس بن إسماعيل بن حمزة بن أحمد بن محمد بن هارون بن مهدي بن مرشد بن محمود بن أحمد بن علي بن مبارك بن عبد السلام بن سعید بن عبد الغني بن طلحة بن أحمد بن إسماعيل بن سلیمان بن الأمير جعفر الأكبر بن الخليفة أبي جعفر المنصور بن الإمام محمد بن الإمام علي الساجد بن حبر الأمة عبد الله بن العباس بن عبدالمطلب الهاشمي القرشي.

## نشأته وبداياته
ولد الحاج مصطفى خان في بستك عام 1235 هـ. وبعد وفاة والده الشيخ أحمد خان، أصبح الشيخ محمد خان، ابنه الأكبر حاكماً على بستك كما تجري العادة، إلا أنه وبسبب زهده وتقواه وتفرغه للدراسات والعلوم الإسلامية، انسحب من شؤون الحكم بعد شهر واحد، فتم تعيين شقيقه الحاج مصطفى خان.

## فترة حكمه
جاء الحاج مصطفى خان إلى حكم لار في عهد الشاه ناصر الدين شاه قاجار، ومن حوادث عصره مواجهة فتنة ميرهاشم شريف بلدة عوض، وفي عهده جاء بعض أهل عوض إلى بستك و واستوطنوا قرى انوه وجناح وبستك.
وحدث في زمانه زلزال جناح الشهير، حيث دُفن ما يقارب من 85 شخصاً، وكان الحاج مصطفى خان يشارك شخصياً في إنقاذ ومساعدة الناس الذي تعرضت له البلدة.

## وفاته
توفي الحاج مصطفى خان عن عمر يناهز 64 عاماً وبعد 47 عاماً من حكم جهانجيريه وبنادر ولاريستان عام 1299 هـ ودُفن في بستك.